# San Martino in Passiria
San Martino in Passiria, németül: Sankt Martin in Passeier röviden St. Martin, település Olaszországban, Bolzano autonóm megyében. Lakosainak száma 3254 fő (2023. január 1.). San Martino in Passiria Moso in Passiria, San Leonardo in Passiria és Rifiano községekkel határos.

## Népesség
A település népességének változása:
| Lakosok száma | 3242 | 3233 | 3254 |
|               | 2017 | 2018 | 2023 |